# Zieltal

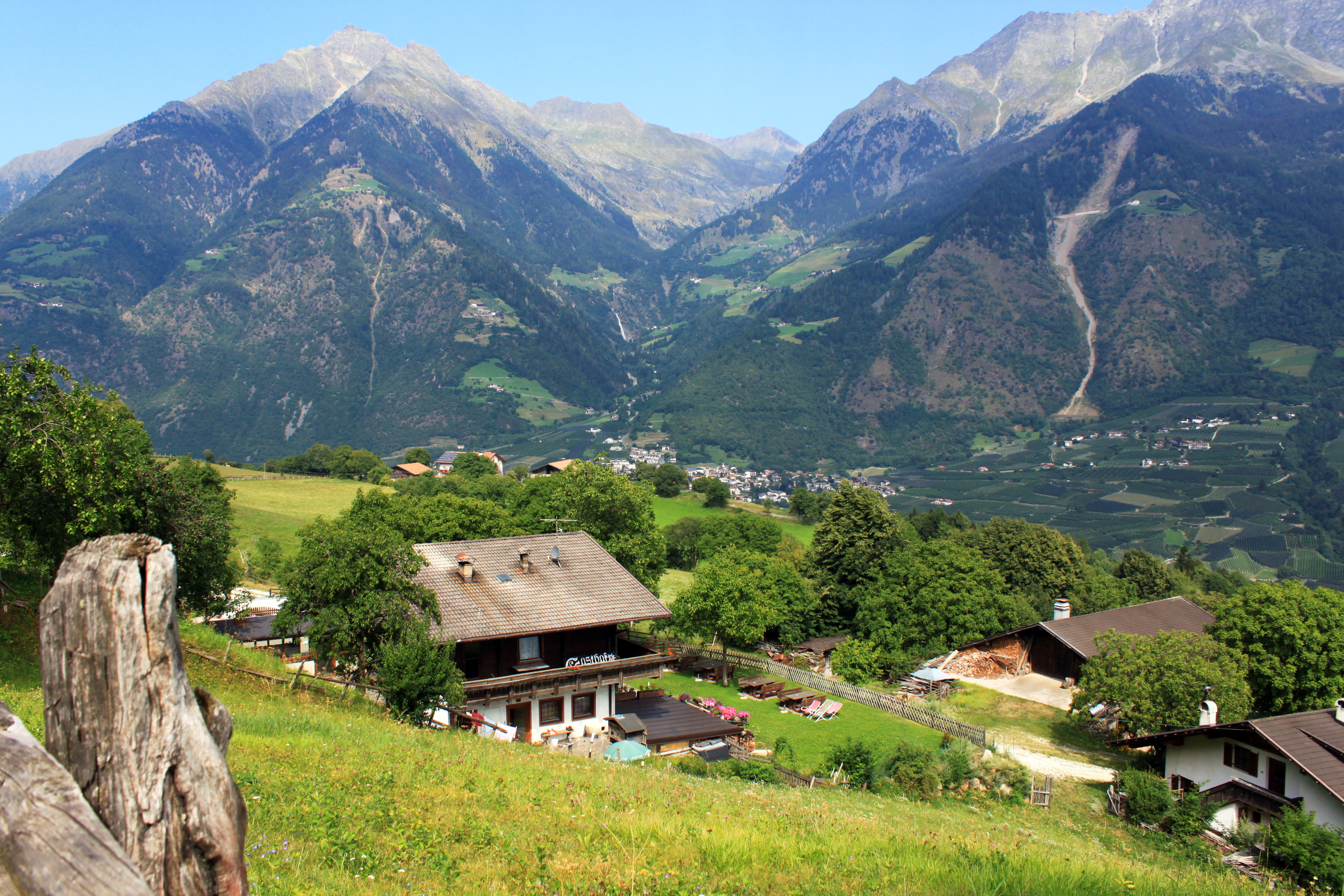
Blick vom Vinschger Nördersberg zum Eingang des Zieltals

Das Zieltal ist ein orographisch linkes Seitental des Vinschgaus bzw. oberen Etschtals in Südtirol. Es zweigt bei Partschins, auf dessen Gemeindegebiet es sich befindet, in nördliche Richtung ab und führt tief in die Texelgruppe hinein, eine Untergruppe der Ötztaler Alpen. Entwässert wird es vom Zielbach, einem Zufluss der Etsch, der im unteren Talbereich den bekannten Partschinser Wasserfall ausbildet. Abgesehen vom Talausgangsbereich, der einigen Gehöften Platz bietet, ist es unbewohnt und zu weiten Teilen im Naturpark Texelgruppe unter Schutz gestellt. Es gewinnt hinter Partschins rasch an Höhe und nimmt den Charakter eines alpinen Hochtals ein. Im hinteren Talabschnitt dient die Lodnerhütte auf 2259 m als Stützpunkt für Wanderer und Bergsteiger. Umkränzt ist das Zieltal von zahlreichen Gipfeln, unter denen im Uhrzeigersinn die Zielspitze (3009 m), die Kirchbachspitze (3053 m), die Texelspitze (3318 m), das Roteck (3337 m), die Hochweiße (3281 m), der Lodner (3219 m), die Lazinser Rötelspitze (3038 m) und der Tschigat (2998 m) die bekanntesten sind.